# 최병국 (1942년)
최병국(崔炳國, 울산, 1942년 1월 27일 ~ )은 대한민국의 정치인, 법조인이다.
추가로 부림사건 당시 공안 책임자였으며 지휘하였다.

## 학력
- 강남국민학교 졸업
- 울산제일중학교 졸업
- 부산고등학교 졸업
- 서울대학교 법과대학 법학 학사
- 서울대학교 사법대학원 법학 석사

## 경력
- 사법시험(제9회) 합격
- 국회 법사위 수석전문위원
- 부산지검 울산지청장
- 법무부 기획관리실장
- 대검찰청 공안부장
- 대검찰청 중앙수사부장
- 인천·전주지검 검사장
- 변호사(현)
- 2000년 5월 30일 ~ 2004년 5월 29일: 제16대 국회의원 (울산 남구)
- 2004년 5월 30일 ~ 2012년 5월 29일: 제17대 ~ 제18대 국회의원 (울산 남구 갑)
- 한나라당 울산광역시당 위원장
- 한나라당 운영위원
- 국회 법제사법위원회 위원장
- 국회 정보위원회 위원장
- 국회 정각회 회장, 기우회 회장
- 국회 미국산쇠고기 국정조사특위 위원장
- 한나라당 인권위원장, 윤리위원장
- 한나라당 중앙위원회 의장
- 한나라당 개헌특위위원회 위원장
- 개헌추진국민연대 공동대표
- 변호사최병국법률사무소 대표변호사(현)
- 2016년 9월: 늘푸른한국당 창당준비위원장
- 2017년 1월: 늘푸른한국당 공동대표
- 자유한국당 상임고문
- 미래통합당 상임고문
- 국민의힘 상임고문(현)

## 역대 선거 결과
|  | 52.21% |

|  | 48.83% |

|  | 60.84% |

## 소속 정당
| 소속 정당 | 소속 정당    | 소속 기간 | 비고           |
| --------- | ------------ | --------- | -------------- |
|           | 한나라당     | 2000~2012 | 정계 입문      |
|           | 새누리당     | 2012~2016 | 당명 변경      |
|           | 무소속       | 2016~2017 | 탈당           |
|           | 늘푸른한국당 | 2017~2018 | 창당           |
|           | 무소속       | 2018      | 자진 정당 해산 |
|           | 자유한국당   | 2018~2020 | 복당 정계 은퇴 |
|           | 미래통합당   | 2020      | 합당           |
|           | 국민의힘     | 2020~현재 | 당명 변경      |

## 같이 보기
- 남구 (울산 선거구)
- 남구 갑 (울산)
- 울산 남구의 국회의원

## 미디어 매체
- 조민기 - 2013년 영화 《변호인》[1]

## 가족 관계
- 배우자 : 한명숙
  - 아들 : 최건